# Grzegorz Winkler

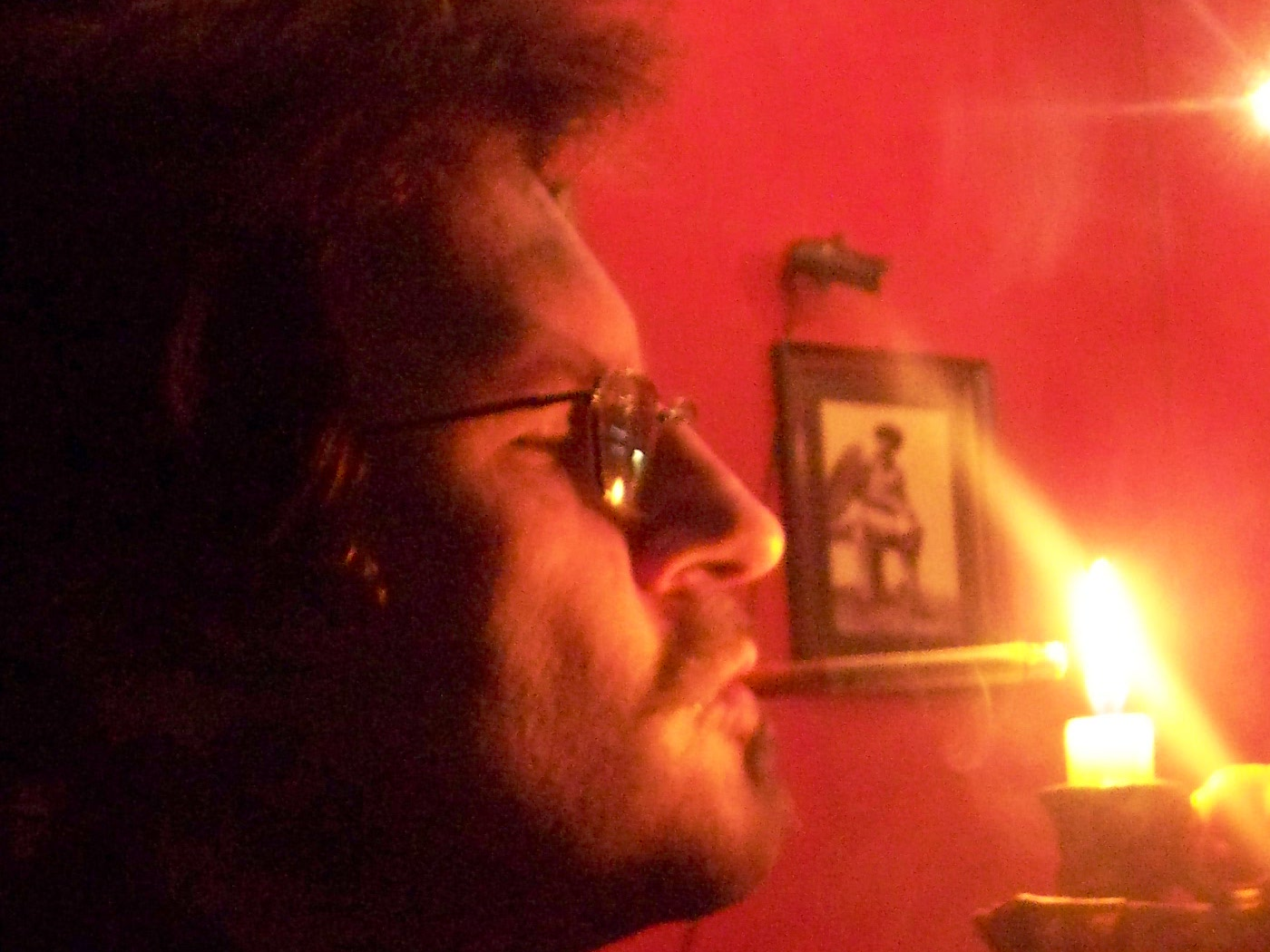
Grzegorz Winkler Krakow

Włodzimierz Grzegorz Winkler (ur. 1 lipca 1966 w Warszawie) – polski malarz.
W latach 80. i 90. był związany ze środowiskiem bohemy artystycznej Warszawy i Krakowa. Umiejętności malarskie doskonalił w pracowni malarskiej Leona Michny. Należy do Związku Polskich Artystów Plastyków Oddział Warszawski, Związku Polskich Artystów Malarzy i Grafików oraz Zrzeszenia Artystycznego „ZA”. Mieszka w Warszawie.
"Grzegorz Winkler tworzy obrazy abstrakcyjne lub sytuujące się na granicy figuracji i abstrakcji.(...) Uproszczone formy w jego obrazach mogą być dalekim echem przedmiotów, które uległy uproszczeniu, stając się znakiem. Znak malarski może być zarazem całkowicie oderwaną od rzeczywistości abstrakcyjną formą.”.
Twórczość malarska Grzegorza Winklera jest inspirowana filozofią i kulturą Orientu oraz nurtami awangardowymi w sztuce Zachodu. Zainteresowanie Orientem w przypadku Grzegorza Winklera wyrosło z kontrkultury, z uczestnictwa w quasi-artystycznych grupach związanych z ruchami alternatywnymi, m.in. ruchem hippisowskim. Zafascynowany innymi kulturami kolekcjonuje maski afrykańskie i krzyże etiopskie.
Maluje inspirowane filozofią Zen (buddyzmem Chan/Zen) obrazy abstrakcyjne, które nazywa koanami.
„Co jest dla niego punktem wyjścia w malarskim opisie świata i kultury? Świadomość wielkiej różnorodności nagromadzonych form i treści, wręcz gmatwanina znaczeń i symboli.(…) «Inspirują mnie archetypy i symbole, różne znaczenia nadawane rzeczom i osobom w różnych kulturach. To jest jak spojrzenie na dany problem w zupełnie nowy, zaskakujący czy olśniewający innością widzenia sposób».

## Wybrane wystawy indywidualne
- „Orient i kontrkultura” – Galeria Uniwersytetu Warszawskiego, Pałac Kazimierzowski, 2011. Słowo wstępne: kustosz galerii dr Tomasz Strączek
- „Faith and the Muse”, Galeria Dzwonnica w Wilanowie, 2011
- Cytadela Warszawska, 2012
- Galeria „ZA”, Zrzeszenie Artystyczne „ZA”, 2013
- „Wenren-Hua” – inspiracje. Malarstwo i rysunek tuszem, Galeria Stara Prochownia, Warszawa, 2013. Obrazy i rysunki tuszem zainspirowane chińską estetyką wenren[6][7].
- Biblioteka Uniwersytecka w Warszawie-Czytelnia, ekspozycja w latach 2013–2016
- „Koany”, Skwer Hoovera, filia Fabryki Trzciny, Warszawa, 2014[8].
- „Malarstwo”, Stowarzyszenie Historyków Sztuki-Zespół Zamkowy w Niedzicy, 2014.
- „Koany – wejrzenie w pustkę”, wystawa w ramach VIII Dni Japonii, zatytułowanych „Wymiary cielesności w kulturze Japonii”, które odbyły się 27 – 29 października na Uniwersytecie Warszawskim, w Bibliotece Uniwersyteckiej. (Wystawa trwała do 14 października 2014 roku). Wernisażowi wystawy towarzyszył koncert Saby Litwińskiej. Słowo o estetyce zen: prof. Agnieszka Kozyra[5][9].
- „KOanY”, Galeria DAP, Warszawa, 2015[10]

Prace w kolekcjach prywatnych w Norwegii, Szwecji, Japonii i Australii.
Inspiracje muzyczne: John Cage, Karlheinz Stockhausen, Iannis Xenakis, Olivier Messiaen, Bauhaus, Patti Smith, Led Zeppelin, The Doors, Portishead, Kyuss, Nick Cave, PJ Harvey, John Zorn, Siglo XX, Kohachiro Miyata, Joy Division, Pearl Jam, John Coltrane, Philip Glass, Stone Temple Pilots.
Hymn artysty: “Waiting Underground” – Patti Smith

## Galeria

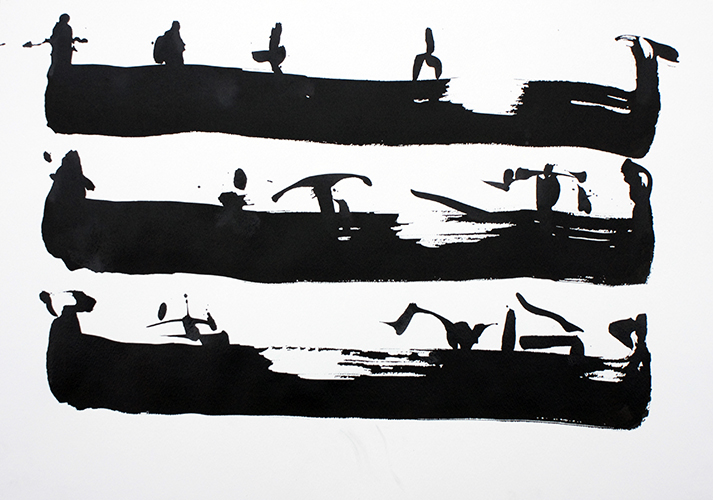
Grzegorz Winkler Długie łodzie plemienia dimbu tusz na papierze
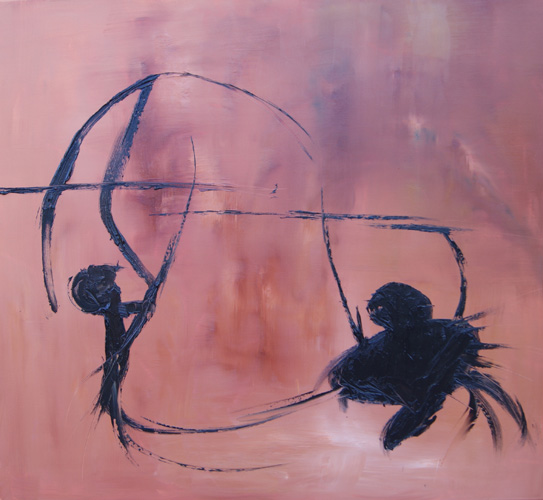
Grzegorz Winkler „Koan 14 Treser Pająka” olej na płótnie
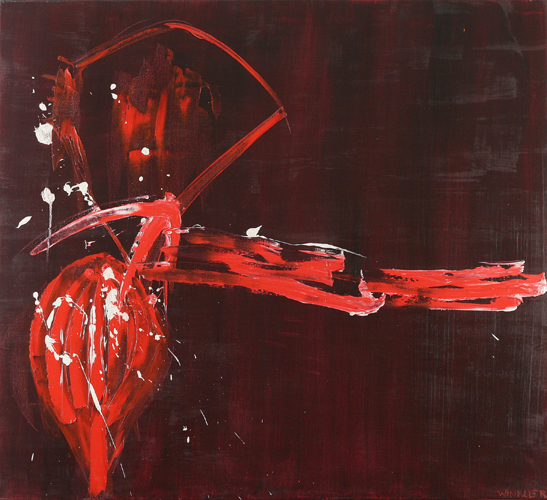
Grzegorz Winkler „Koan 5” olej na płótnie
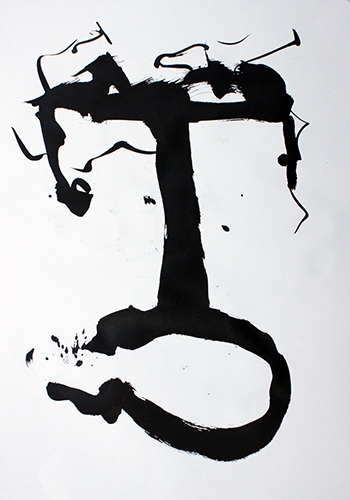
Grzegorz Winkler Tusz na papierze
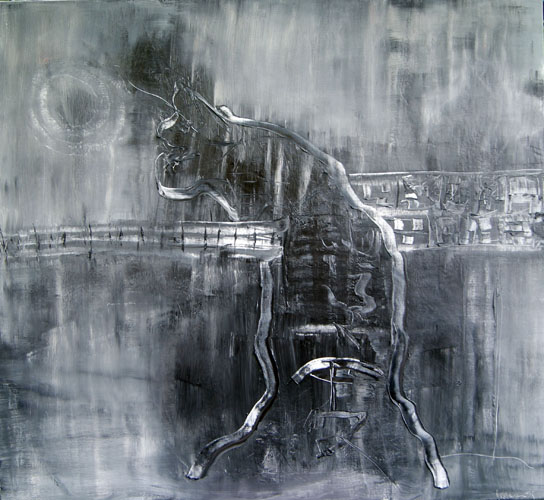
Grzegorz Winkler „Minotaur” Olej na płótnie
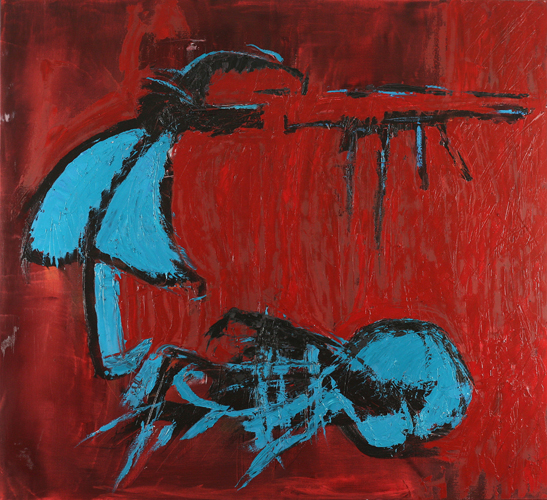
Grzegorz Winkler „Koan 13 Thot” olej na płótnie